# Стение
Стение (тъй като н е палатализиран се среща и днес неправилното изписване Стенье, на македонска литературна норма: Стење) е село в община Ресен, Северна Македония.

## География
Селото е разположено на юг от град Ресен, на брега на Преспасното езеро в непосредствена близост до албанско-македонската граница и край него има граничен контролно-пропускателен пункт.

## История
Църквата „Свети Атанасий“ е от поствизантийския период. В XIX век Стение е село в Битолска кааза, Нахия Долна Преспа на Османската империя. В средата на века селото е владение на манастира „Свети Наум“. В „Етнография на вилаетите Адрианопол, Монастир и Салоника“, издадена в Константинопол в 1878 година и отразяваща статистиката на населението от 1873 година, Стение (Sténié) е посочено като село с 15 домакинства и 42 жители българи.
Според статистиката на Васил Кънчов („Македония. Етнография и статистика“) от 1900 година Стенье има 168 жители, всички българи християни.
На Етнографската карта на Битолския вилает на Картографския институт в София от 1901 година Стене е чисто българско село в Битолската каза на Битолския санджак с 28 къщи.
В началото на XX век българското население на селото е под върховенството на Българската екзархия. По данни на секретаря на екзархията Димитър Мишев („La Macédoine et sa Population Chrétienne“) през 1905 година в Стение има 128 българи екзархисти и функционира българско училище.
В 1911 година в селото е построена църквата „Св. св. Кирил и Методий“.
Според преброяването от 2002 година селото има 438 жители.
| Националност     | Всичко |
| северномакедонци | 438    |
| албанци          | 0      |
| турци            | 0      |
| цигани           | 0      |
| власи            | 0      |
| сърби            | 0      |
| бошняци          | 0      |
| други            | 0      |

## Личности
Родени в Стение
- Стоян Георгиев (? - 1922), български революционер, деец на ВМРО, съратник на Илия Дигалов[9]